# 森野繁夫
森野 繁夫（もりの しげお、1935年(昭和10年)1月14日 - 2013年(平成25年)11月28日）は、中国文学者。
広島県呉市生まれ。1957年広島大学文学部中国文学科卒、1963年同大学院文学研究科博士課程満期退学。75年「斉梁詩の研究」で文学博士。地方公務員である公立高校教員となり広島県立福山誠之館高等学校教諭、1972年広島大学教育学部助教授、文学部教授、96年定年退官、名誉教授、安田女子大学教授。六朝の詩が専門。

## 著書
- 『六朝詩の研究 「集団の文学」と「個人の文学」』第一学習社、1976
- 『中国の詩人 その詩と生涯 7 杜甫 沈鬱詩人』集英社、1982
- 『文選雑識』全5冊　第一学習社、1981-86
- 『漢文の教材研究 第1冊　故事成語篇』渓水社、1987
- 『王羲之伝』白帝社、1988、新版1997
- 『漢文の教材研究 第4-5冊　漢詩篇』渓水社、1988-90
- 『漢文の教材研究 第10冊　古詩篇』渓水社、1996
- 『王羲之伝論』白帝社、1997
- 『漢文の教材研究 第9冊　思想篇 3』溪水社、1998
- 『王献之雑帖解義』安田女子大学言語文化研究所、2005
- 『謝霊運論集』白帝社 2007

### 共著
- 『漢文 まとめと要点』佐藤利行共著 白帝社、1989
- 『実用中国語テキスト 会話を中心とした』陳文泉・先坊幸子共著 白帝社、2000
- 『陳先生の中国語 入門中国語テキスト』新訂版 陳文泉・先坊幸子共著 白帝社、2006

### 編纂・訳注
- 『王羲之全書翰』（佐藤利行との共著） 白帝社、1987年（増補版1996年）
- 『孔子と『論語』（編） 白帝社《大学漢文テキスト》、1988年
- 『史記選 標点本』（青木五郎との共編） 白帝社、1988年
- 『淳化閣帖』（佐藤利行との共編著）白帝社、1988年
- 『唐代詩選 李白と杜甫』（編） 白帝社、1988年
- 『六朝古小説語彙集』（編） 朋友書店、1989年
- 『謝宣城詩集』（訳注）白帝社、1991年
- 『唐代の詩』（編） 白帝社、1992年
- 『謝康楽詩集』上・下（訳注） 白帝社 、1993年 - 1994年
- 『中国故事選』（編）白帝社、1995年
- 『中国古詩選』（編）白帝社、1996年
- 『史記物語 楚漢篇』（編）白帝社、1997年
- 『史記文選 春秋・戦国篇』（先坊幸子との共編）白帝社、1999年
- 『岑嘉州詩集』（編）安田女子大学言語文化研究所、2000年
- 『謝康楽文集』（編）白帝社、2003年 ISBN 978-4-89174-646-9
- 干宝『捜神記』（先坊幸子との共編）白帝社、2004年
- 『庾子山詩集』（編著）白帝社、2006年
- 陶潜『捜神後記』（先坊幸子との共編）白帝社、2008年
- 『岑嘉州集』（進藤多万との共編）白帝社、2008年